# Maxime Bossis
Pour les articles homonymes, voir Bossis.
Maxime Bossis, né le 26 juin 1955 à Saint-André-Treize-Voies en Vendée, est un footballeur international français qui a évolué au poste de défenseur du début des années 1970 au début des années 1990.
Surnommé « le grand Max », il a fait l'essentiel de sa carrière avec le FC Nantes avec lequel il a remporté le championnat de France à trois reprises ainsi qu'une Coupe de France.
En équipe de France, il compte 76 sélections entre 1985 à 1992, pour un but marqué. Il a été le détenteur du record du nombre de sélections en équipe de France, avant d'être dépassé par son ancien coéquipier Manuel Amoros. Sous le maillot bleu, il a remporté l'Euro 1984 ainsi que la Coupe intercontinentale des nations, terminé troisième de la Coupe du monde de football de 1986 et quatrième de la Coupe du monde de football de 1982.

## Biographie

### Arrivée au FC Nantes
Vendéen d’origine, Maxime Bossis débarque du modeste FC Yonnais, pensionnaire de Division 4, et arrive en 1972 au FC Nantes, à 17 ans. Il intègre d'abord l'équipe réserve en D3. Il commence comme milieu offensif avant de descendre progressivement en défense lors des sélections régionales de Vendée ou de l'Atlantique. Au contact de Gabriel De Michèle, il parfait sa formation d'arrière gauche mais c'est finalement dans l'axe de la défense qu'il s'installe. L'année suivante il intègre l'équipe première qui devient champion de France 1973. Emblème des « Canaris », il est à l'aise des deux pieds et fait partie de cette génération qui produit le beau jeu « à la nantaise ». Couronné de trois titres de champion de France, demi-finaliste de la Coupe d'Europe des vainqueurs de coupe, et lauréat d'une coupe de France, il est l'un des meilleurs défenseurs des années 1970-1980.

### De la capitale au retour en Loire-Atlantique
En 1985, Bossis décide de quitter le FC Nantes. Il est intéressé par la proposition de Jean-Luc Lagardère, sponsor du FC Nantes avec Europe 1, le nouveau propriétaire du RC Paris. Mais le grand Max hésite, le club parisien se traîne en division 1 et il se voit mal évoluer en division 2 à un an de la coupe du monde au Mexique. Il ne cache pas vouloir s'engager avec Tottenham et « garde sous le coude » la proposition du club parisien, financièrement moins alléchante. Finalement, n'ayant pas conclu avec le club londonien, et alors qu'il est annoncé au PSG, il s'engage pour 4 ans, pour 300 000 francs mensuels (soit en fait ce que lui proposait Tottenham), partant en 2e division tenter l'aventure du RC Paris de Jean-Luc Lagardère qui tente de monter un énorme projet. Le club domine la division 2 et monte en D1 dès 1986 et recrute une multitude de stars du football (Pierre Littbarski, Luis Fernandez, Enzo Francescoli, Pascal Olmeta...) pour arriver à ses fins.
Malheureusement, après plusieurs années, le club n'obtient pas les résultats espérés. Ainsi, devant les piètres résultats de son équipe durant la saison 1988-1989, le président Jean-Luc Lagardère émet l'hypothèse d'arrêter l'aventure footballistique à l'issue de la saison, plongeant les joueurs dans l'incertitude concernant leur avenir proche. Il l'annonce officiellement aux joueurs, quand ces derniers lui demandent des comptes. Maxime Bossis, qui n'aura décroché aucun titre majeur avec le club parisien, décide donc — malgré une nouvelle relance du PSG — de prendre sa retraite à la fin de cette saison 1988-1989.
Mais, face aux difficultés sportives que rencontre le FC Nantes qui est en pleine transition générationnelle, il décide de rechausser les crampons lors de la saison 1990-1991 afin d'apporter son expérience dans la défense nantaise. Le challenge s'avère très compliqué et, avec le poids de l'âge, il passe une saison difficile. À la fin de celle-ci, il mettra un terme définitif à sa carrière de joueur professionnel.
En 2022, le magazine So Foot le classe dans le top 1000 des meilleurs joueurs du championnat de France, à la 28e place.

### Carrière internationale

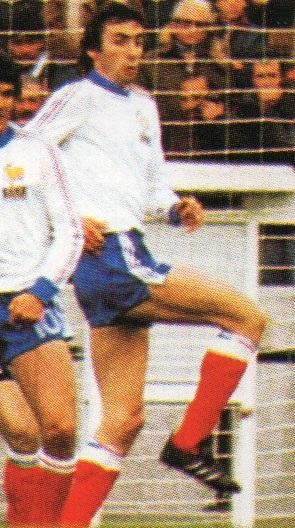
Maxime Bossis lors de la Coupe du Monde 1978.

Maxime Bossis honore sa première sélection en équipe de France à l'âge de 20 ans, le 27 mars 1976, lors d'un match nul 2-2 contre la Tchécoslovaquie qui voit également Michel Platini et Didier Six faire leur première apparition sous le maillot bleu. Il s'établit en quelques matches comme le titulaire indiscutable à gauche de la défense des Bleus ; durant ses huit années à la tête de la sélection, Michel Hidalgo fait appel à lui à 60 reprises. Même après son replacement comme libero en club, il jouera arrière gauche en équipe de France. Il dispute ainsi le premier tour de la Coupe du monde 1978, puis celles de 1982 et 1986 où la France atteint les demi-finales.
Lors de la Coupe du monde 1982, Maxime Bossis inscrit son premier et unique but en équipe de France face au Koweït, au cours d'une victoire 4-1 en phase de groupes au Stade José-Zorrilla de Valladolid. il rate son tir au but, ce qui permet à la RFA d'accéder à la finale. Cet échec le marque pendant un certain temps.
Deux ans plus tard, il fait partie de l'équipe victorieuse de l'Euro 1984 en France. Le jour du match de qualification France-RDA, le 11 septembre 1985, Maxime Bossis bat le record de sélections précédemment détenu par son ancien coéquipier Marius Trésor, en jouant son 66e match. Il porte ce record à 76 sélections qu'il gardera jusqu'en 1992, date à laquelle Manuel Amoros le dépasse à son tour.
Lors de la Coupe du monde 1986 au Mexique, une équipe de France diminuée s'incline en demi-finale contre la RFA. Maxime Bossis honore sa dernière sélection le 28 juin 1986, lors du match de classement contre la Belgique remporté 4-2 . Il avoue qu'il aurait pu continuer pendant une dizaine de sélections supplémentaires pour préparer la transition si Platini le lui avait demandé.
En sélection, il porte le brassard de capitaine à 6 reprises et reste longtemps le joueur français ayant joué le plus de matches de Coupe du monde (15) avant de se faire dépasser par Fabien Barthez en 2006 (17).

### Reconversion
Maxime Bossis passe ses diplômes d'entraîneur et assure l'intérim sur le banc de l'AS Saint-Étienne, à la suite du renvoi d'Élie Baup en février 1996. Cependant, peu enthousiasmé, il laisse rapidement sa place à Dominique Bathenay.
Il est président de la Commission centrale de la Coupe de France lors des saisons 1993-1994 et 1994-1995.
Il est directeur sportif de l'AS Saint-Étienne en 1996-1997.

### Consultant à la télévision
À l'occasion de la Coupe du monde de Football 1998 en France, il coanime sur la Cinquième, avec le journaliste Stéphane Paoli, le magazine Planète ronde qui revient sur les coupes du monde précédentes, sur les plans à la fois footballistique et sociétal.
Il devient ensuite consultant, notamment pour TPS, où il commente des matches de Premier League et Bundesliga sur TPS Foot. Il quitte le groupe TPS à la suite de la fusion avec Canal+. Entre 2008 et 2012, il est consultant sur Orange sport ou il commente la Serie A puis la Bundesliga. En 2012, à la suite de la fermeture d'Orange sport il rejoint le groupe Canal+ puis, en 2014 devient consultant sur BeIN Sports.

## Palmarès

### En club
- Champion de France en 1977, 1980 et 1983 avec le FC Nantes
- Vice-champion de France en 1974, 1978, 1979, 1981 et 1985 avec le FC Nantes
- Vainqueur de la Coupe de France en 1979 avec le FC Nantes
- Demi-finaliste de la Coupe d'Europe des Vainqueurs de Coupe en 1980 avec le FC Nantes
- Vainqueur de la Coupe des Alpes en 1982 avec le FC Nantes
- Finaliste de la Coupe de France en 1983 avec le FC Nantes
- Vainqueur du Tournoi International de Cannes en 1983 avec le FC Nantes
- Champion de France de Division 2 en 1986 avec le RC Paris

### En équipe de France
- 76 sélections et 1 but entre 1976 et 1986
- Champion d'Europe des Nations en 1984
- Vainqueur de la Coupe Intercontinentale des Nations en 1985
- Participation à la Coupe du Monde en 1978 en Argentine (Premier Tour), en 1982 en Espagne (4e) et en 1986 au Mexique (3e)
- Participation au Championnat d'Europe des Nations en 1984 en France (Vainqueur)

### Distinctions individuelles
- Élu Étoile d'Or en 1978 et 1983 par France Football
- Élu footballeur français de l'année en 1979 et 1981 par France Football

## Statistiques
| Saison                | Club                  | Championnat           | Championnat | Championnat | Coupe(s) nationale(s) | Coupe(s) nationale(s) | Compétition(s) continentale(s) | Compétition(s) continentale(s) | Compétition(s) continentale(s) | France | France | Total | Total |
| Saison                | Club                  | Division              | M.          | B.          | M.                    | B.                    | Comp.                          | M.                             | B.                             | M.     | B.     | M.    | B.    |
| 1973-1974             | FC Nantes             | D1                    | 12          | 0           | 4                     | 0                     | -                              | -                              | -                              | -      | -      | 16    | 0     |
| 1974-1975             | FC Nantes             | D1                    | 24          | 0           | 0                     | 0                     | C3                             | 3                              | 1                              | -      | -      | 27    | 1     |
| 1975-1976             | FC Nantes             | D1                    | 34          | 2           | 1                     | 0                     | -                              | -                              | -                              | 1      | 0      | 36    | 2     |
| 1976-1977             | FC Nantes             | D1                    | 24          | 1           | 4                     | 0                     | -                              | -                              | -                              | 5      | 0      | 33    | 1     |
| 1977-1978             | FC Nantes             | D1                    | 37          | 2           | 7                     | 0                     | C1                             | 4                              | 0                              | 7      | 0      | 55    | 2     |
| 1978-1979             | FC Nantes             | D1                    | 35          | 0           | 10                    | 0                     | C3                             | 2                              | 0                              | 5      | 0      | 52    | 0     |
| 1979-1980             | FC Nantes             | D1                    | 33          | 3           | 1                     | 0                     | C2                             | 7                              | 0                              | 5      | 0      | 46    | 3     |
| 1980-1981             | FC Nantes             | D1                    | 37          | 0           | 5                     | 0                     | C1                             | 4                              | 0                              | 7      | 0      | 53    | 0     |
| 1981-1982             | FC Nantes             | D1                    | 36          | 4           | 1                     | 0                     | C3                             | 2                              | 0                              | 13     | 1      | 52    | 5     |
| 1982-1983             | FC Nantes             | D1                    | 37          | 5           | 9                     | 1                     | -                              | -                              | -                              | 6      | 0      | 52    | 6     |
| 1983-1984             | FC Nantes             | D1                    | 36          | 3           | 9                     | 0                     | C1                             | 2                              | 0                              | 11     | 0      | 58    | 3     |
| 1984-1985             | FC Nantes             | D1                    | 34          | 0           | 7                     | 1                     | -                              | -                              | -                              | 4      | 0      | 45    | 1     |
| Sous-total            | Sous-total            | Sous-total            | 379         | 20          | 58                    | 2                     | -                              | 24                             | 1                              | 64     | 1      | 525   | 24    |
| 1985-1986             | Racing Paris          | D2                    | 31          | 3           | 9                     | 0                     | -                              | -                              | -                              | 12     | 0      | 52    | 3     |
| 1986-1987             | Racing Paris          | D1                    | 26          | 0           | 1                     | 0                     | -                              | -                              | -                              | -      | -      | 27    | 0     |
| 1987-1988             | Matra Racing          | D1                    | 25          | 0           | 3                     | 0                     | -                              | -                              | -                              | -      | -      | 28    | 0     |
| 1988-1989             | Matra Racing          | D1                    | 38          | 0           | 2                     | 0                     | -                              | -                              | -                              | -      | -      | 40    | 0     |
| Sous-total            | Sous-total            | Sous-total            | 120         | 3           | 15                    | 0                     | -                              | -                              | -                              | 12     | 0      | 147   | 3     |
| 1990-1991             | FC Nantes             | D1                    | 34          | 0           | 4                     | 0                     | -                              | -                              | -                              | -      | -      | 38    | 0     |
| Total sur la carrière | Total sur la carrière | Total sur la carrière | 533         | 23          | 77                    | 2                     | -                              | 24                             | 1                              | 76     | 1      | 710   | 27    |

Au cours des 710 matches de sa carrière, le "grand Max" n'a récolté que 4 cartons jaunes (trois quand il évoluait au FC Nantes et un au Matra Racing). Bossis considère cette statistique, honorable pour un défenseur, comme la traduction d'un style de jeu propre et mesuré pratiqué à l'époque.